# Bengaluru FC
Bengaluru Football Club je indický fotbalový klub z města Bengalúru ve státě Karnátaka založený 20. července 2013. Je vlastněn firmou JSW Group z Bombaje, své domácí zápasy hraje na stadionu Sree Kanteerava. Klubové barvy jsou červená, modrá a bílá.

## Historie
Klub byl založen 20. července 2013 firmou JSW Sports (sportovní pobočka JSW Group). Jako hlavního trenéra angažoval mladého anglického kouče a bývalého hráče mládežnických týmů Manchesteru United Ashleyho Westwooda. Společně s týmem Mumbai Tigers FC vstoupil do indické nejvyšší ligy I-League přímo, tedy bez postupu z nižší ligy.
První sestava zněla: Sunil Chhetri, Robin Singh, John Johnson, Malemnganba Metei, Karan Sawhney, Gurtej Singh, Keegan Pereira, Darren Caldeira, Rino Anto, Bruno Colaco, Pawan Kumar, Don Bosco Andrew, Ricardo Cardozo, Lazorama Fanai, Vishal Kumar, Kutty Mani, Thoi Singh. Ve své první sezoně 2013/14 dokázal Bengaluru FC získat ligový titul (svou první trofej). V červenci 2014 podepsal klub smlouvu s německou firmou Puma (resp. pobočkou Puma India), která se tak stala dodavatelem dresů.

## Úspěchy
- 1× vítěz I-League (2013/14)[3]